# Serpula vasifera
Serpula vasifera är en ringmaskart som beskrevs av William Aitcheson Haswell 1885. Serpula vasifera ingår i släktet Serpula och familjen Serpulidae. Inga underarter finns listade i Catalogue of Life.